# 113 Velorum
113 Velorum (k¹ Velorum) é uma estrela na direção da Vela. Possui uma ascensão reta de 09h 14m 57.17s e uma declinação de −37° 36′ 08.5″. Sua magnitude aparente é igual a 5.85. Considerando sua distância de 627 anos-luz em relação à Terra, sua magnitude absoluta é igual a −0.57. Pertence à classe espectral K0/K1III+...